# Trosztyanec
Trosztyanec (ukránul: Тростянець) falu Ukrajnában, Kárpátalján, a Rahói járásban.

## Ferkvése
Rahótól északkeletre, Bilintől északra fekvő település.

## Története
A 723 méter tengerszint feletti magasságban, Kvaszi fölött, a hasonló nevű patak mellett fekvő Trosztanec falucskának a 2001. évi népszámláláskor 377 lakosa volt. A Trosztanec patakon, Tiszaborkút (Kvaszi) közelében a közeljövőben[mikor?] épül meg a Kárpátok első kis vízerőműve.